# Pararge postorientalpina
Pararge postorientalpina är en fjärilsart som beskrevs av Ruggero Verity 1927. Pararge postorientalpina ingår i släktet Pararge och familjen praktfjärilar. Inga underarter finns listade i Catalogue of Life.